# (27988) Menabrea
(27988) Menabrea est un astéroïde de la ceinture principale.

## Description
(27988) Menabrea est un astéroïde de la ceinture principale. Il fut découvert le 7 novembre 1997 à Prescott (Arizona) par Paul G. Comba. Il présente une orbite caractérisée par un demi-grand axe de 3,04 UA, une excentricité de 0,21 et une inclinaison de 7,5° par rapport à l'écliptique.

## Compléments